# Токийский гуль (фильм)
Токийский гуль (яп. 東京喰種S; англ. Tokyo Ghoul S) — японский фэнтезийный фильм ужасов, основанный на одноимённой серии манги Суи Исиды. Режиссёр фильма — Кэнтаро Хагивара, главные роли исполнили Масатака Кубота и Фумика Симидзу. Фильм выпущен в Японии компанией Shochiku 29 июля 2017 года.

## Сюжет
Действие разворачивается в альтернативной реальности, где гули, питаясь только человеческой плотью, живут среди нормальных людей в тайне, скрывая свою истинную природу, чтобы избежать преследования властей.
Кэн Канэки — студент университета, который в результате нападения гуля попадает в больницу, где ему незаконно пересаживают органы этого же гуля, чтобы спасти ему жизнь. Для того, чтобы выжить, гулям необходимо питаться человеческой плотью, поэтому они убивают людей или находят тела самоубийц. Из-за такой пересадки органов Канэки становится лишь наполовину гулем, но питаться человеческой плотью ему необходимо, как и всем остальным. Канэки стремится сохранить свою человечность и связь с миром людей, погрузившись в сообщество гулей.

## Актёрский состав
- Масатака Кубота — Кэн Канэки
- Фумика Симидзу — Тока Кирисима
- Каи Огасавара — Хидейоси Нагатика
- Ю Аой — Рисэ Камисиро
- Нобуюки Судзуки — Котаро Амон
- Ё Оидзуми — Курэо Мадо
- Хиёри Сакурада — Хинами Фуэгути
- Кунио Мурай — Ёсимура
- Сюнъя Сираиси — Нисики Нисио
- Сёко Айда — Рёко Фуэгучи
- Сюнтаро Янаги — Рендзи Рёмо
- Кэнта Хамано — Эндзи Кома
- Миносукэ Бандо — Ута
- Нодзоми Сасаки — Кая Ирими
- Сэйка Фурухата — Ёрико Косака
- Данкан — Хисаси Огура

## Производство
Съёмки проходили с июля по сентябрь 2016 года.

## Приём

### Сборы
Фильм собрал в Японии 1,1 млрд йен ($9,96 млн). За рубежом он собрал 71 222 долл. США в Австралии и Новой Зеландии, и 21 177 долл. США в Таиланде, на общую сумму 10 млн долл.
На домашнем видео, DVD и Blu-ray релизы фильма произвели продажи $121 000 в Соединённых Штатах.

### Оценки критиков
На сайте-агрегаторе рецензий Rotten Tomatoes фильм получил рейтинг свежести 82 % и оценку 6,35/10 на основе 17 рецензий критиков.
Габриэлла Экенс из Anime News Network была впечатлена кинематографией фильма, хотя у него не было огромного бюджета, и похвалила Масатаку Куботу и других актёров за их сильную работу. Хотя она критиковала фильм за его эффекты Кагуне. Марк Шиллинг из Japan Times дал фильму 4,5 из 5 звёзд. Эндрю Чан из журнала Кинокритики Австралии пишет: «Tokyo Ghoul — один из тех фильмов, где чрезмерная кровь и насилие заканчиваются затмением всего, от сюжетной линии до значимых слов или даже его персонажей». Dread Central дал фильму три с половиной звезды и назвал его «красивой, но ущербной адаптацией». Variety сказал: «Эта живая адаптация знаменитой манги Суи Исиды о плотоядных монстрах, вероятно, понравится поклонникам, несмотря на некоторые технические недостатки».

## Продолжение
22 сентября 2018 года было объявлено, что сиквел фильма выйдет в 2019 году. 10 апреля 2019 года были раскрыты название картины, Tokyo Ghoul S, и дата релиза — 19 июля 2019 года. Майка Ямамото заменила Фумику Симидзу в роли Токи Кирисимы, а Сёта Мацуда присоединился к актёрскому составу в роли Сю Цукиямы.